# Ljungbyholm
Ljungbyholm – miejscowość (tätort) w Szwecji, w regionie administracyjnym (län) Kalmar, w gminie Kalmar.
Według danych Szwedzkiego Urzędu Statystycznego liczba ludności wyniosła: 1725 (31 grudnia 2015), 1768 (31 grudnia 2018) i 1809 (31 grudnia 2019).